# Basutacris minuta
Basutacris minuta är en insektsart som beskrevs av Brown, H.D. 1962. Basutacris minuta ingår i släktet Basutacris och familjen Lentulidae. Inga underarter finns listade i Catalogue of Life.